# Nuevo Santiago, Chiapas
Nuevo Santiago är en ort i Mexiko.   Den ligger i kommunen Las Margaritas och delstaten Chiapas, i den sydöstra delen av landet, 800 km öster om huvudstaden Mexico City. Nuevo Santiago ligger 1 739 meter över havet och antalet invånare är 180.
Terrängen runt Nuevo Santiago är lite bergig, och sluttar norrut. Runt Nuevo Santiago är det ganska glesbefolkat, med 30 invånare per kvadratkilometer. Närmaste större samhälle är Carmen Rusia, 4,8 km nordost om Nuevo Santiago. I omgivningarna runt Nuevo Santiago växer i huvudsak städsegrön lövskog.